# Drosophila ponera
Drosophila ponera är en tvåvingeart som beskrevs av Léonidas Tsacas och David 1975. Drosophila ponera ingår i släktet Drosophila och familjen daggflugor.
Artens utbredningsområde är Réunion.